# 크리스티네 카우프만
크리스티네 카우프만(Christine Kaufmann, 1945년 1월 11일 ~ 2017년 3월 28일)은 독일, 오스트리아의 배우, 작가, 사업가이다.

## 출연 작품
- 톰 소여 앤 허클베리 핀 (2013)
- 바그다드 카페 : 디렉터스컷 (1987)
- 스윙 (1983)
- 로라 (1981)
- 여신의 늪 (1981)
- 릴리 마를렌 (1981)
- 선 위의 세상 (1973)
- 루 모귀의 살인자 (1971)
- 콘스탄티누스의 십자가 (1962)
- 대장 부리바 (1962)
- 타운 위드 피티 (1961)
- 폼페이 최후의 날 (1959)